# Hernici

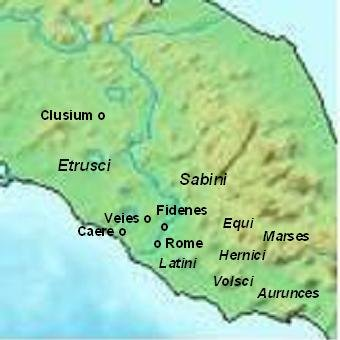
Kaart van de volkeren rond Rome in de 5e eeuw v.Chr.

De Hernici waren een Italisch volk uit de Oudheid. Hun territorium bevond zich in Latium tussen het Meer van Fucino en de rivier de Sacco (Trerus), begrensd door de Volsken in het zuiden en de Aequi en Marsi in het noorden.
Zij konden lang hun onafhankelijkheid bewaren, en waren in 486 v.Chr. nog steeds sterk genoeg om een overeenkomst op basis van gelijkwaardigheid te sluiten met de Latijnen (Dionysius van Halicarnassus, VIII 64, 68.). In 362 (Livius, VII 6 ff.) scheidden zij zich af van Rome en in 306 (Livius, IX 42.) werd hun belangrijkste stad Anagni ingenomen en gedegradeerd tot praefectura. Maar Ferentinum, Aletrium en Verulae werden beloond voor hun trouw met de toestemming om een vrij municipium te worden, een positie die in die tijd te verkiezen was boven de civitas.
De naam van de Hernici, net als de Volsken, ontbreekt op de lijst van Italiaanse volken die Polybius beschrijft as leveranciers van troepen in 225 v.Chr.; tegen die tijd kan hun territorium dus niet apart gezien worden van Latium in het algemeen, en het lijkt waarschijnlijk dat ze toen al het volledig Romeins burgerschap ontvangen hadden. De oudste Latijnse inscripties uit het district zijn van voor de Bondgenotenoorlog en vertonen geen enkele lokale eigenschappen.
Er is geen bewijs dat aantoont dat de Hernice ooit een werkelijk afwijkend dialect spraken dan de Latijnen; slechts een of twee aantekeningen tonen aan dat ze enkele eigenaardigheden in hun vocabulaire hadden, zoals mag worden verwacht van een volk dat vasthield aan haar lokale gebruiken. Hun naam, echter, met het suffix "co", plaatst ze in dezelfde groep als andere "co"-volken, zoals de Volsken (Volsci), die klaarblijkelijk vroegere bewoners van de westkust van Italië waren, in tegenstelling tot bijvoorbeeld de Latini wier namen eindigen op het "no"-suffix.

## Verder lezen
- R.S. Conway, The Italic Dialects, 2 dln., Cambridge, 1897 (= 1967), pp. 306-ff (aantekeningen, en lokale en persoonlijke namen uit het district).